# 1995 w grach komputerowych
| Skróty platform | Skróty platform                                  |
| --------------- | ------------------------------------------------ |
| DC              | Dreamcast                                        |
| Droid           | Android                                          |
| DS              | Nintendo DS                                      |
| GB              | Game Boy                                         |
| GBA             | Game Boy Advance                                 |
| GBC             | Game Boy Color                                   |
| GCN             | GameCube                                         |
| iOS             | iOS                                              |
| Lin             | komputer osobisty z systemem operacyjnym Linux   |
| Mac             | komputer osobisty Mac                            |
| N64             | Nintendo 64                                      |
| NS              | Nintendo Switch                                  |
| PC              | komputer osobisty                                |
| PS1             | PlayStation                                      |
| PS2             | PlayStation 2                                    |
| PS3             | PlayStation 3                                    |
| PS4             | PlayStation 4                                    |
| PS5             | PlayStation 5                                    |
| PSP             | PlayStation Portable                             |
| PSVita          | PlayStation Vita                                 |
| Wii             | Wii                                              |
| WiiU            | Wii U                                            |
| Win             | komputer osobisty z systemem operacyjnym Windows |
| X360            | Xbox 360                                         |
| XONE            | Xbox One                                         |
| Xbox            | Xbox                                             |
| XSX             | Xbox Series                                      |

Artykuł opisuje ważne wydarzenia w 1995 roku w branży gier komputerowych. Zobacz też: historia gier komputerowych.
- 15 lutego – Star Wars: Dark Forces – DOS
- luty – Phantasy Star IV: The End of the Millennium – Mega Drive
- 15 lutego – Ristar – Mega Drive
- 11 marca – Chrono Trigger – SNES
- 17 marca – Descent – DOS
- 15 kwietnia – Mortal Kombat 3 – GEN, PS, ARC, GB, SNES
- 30 kwietnia – Full Throttle – Win
- 5 czerwca – EarthBound – SNES
- 30 czerwca – Phantasmagoria – Win
- czerwiec – The Legend of Sword and Fairy – Win
- 3 sierpnia – Tekken 2 – ARC, PS
- 5 sierpnia – Super Mario World 2: Yoshi’s Island – SNES
- 31 sierpnia – Command & Conquer – Win, Mac
- 31 sierpnia – Heroes of Might and Magic: A Strategic Quest – Win
- 31 sierpnia – Wing Commander IV: The Price of Freedom – Win
- 30 października – Rayman – Sega Saturn, PS, Atari Jaguar
- 31 października – Destruction Derby – DOS, PS
- 31 października – I Have No Mouth, and I Must Scream – DOS, Mac
- 31 października – Worms – DOS
- 21 listopada – Donkey Kong Country 2: Diddy's Kong Quest – SNES
- 24 listopada – Marathon 2: Durandal – Mac
- 30 listopada – Warcraft II: Tides of Darkness – DOS
- 15 grudnia – Tales of Phantasia – SNES
- 15 grudnia – Suikoden – PS
- 1 września – Rayman – Atari Jaguar
- dokładna data wydania nieznana – Misja Harolda
- dokładna data wydania nieznana – TEAM